# Alanyaspor
Alanyaspor eller som det hedder på grund af en sponsorataftale, Corendon Alanyaspor er en tyrkisk fodboldklub fra Alanya. Klubben spiller på nuværende tidspunkt i Süper Lig, den bedste række i Tyrkiet. Klubbens farver er orange og grøn.

## Historie
Alanyaspor-klubben blev grundlagt i 1948 af doktor Ali Nazım Köseoğlu og en gruppe unge mennesker. Klubben var oprindeligt kendt som Alanya Kalespor og ændrede senere sit navn til Kale Gençspor. Den første valgte trøjefarve var blå og hvid. Klubben fortsatte med at fungere i en halvføderal status indtil 1966, hvor den opnåede status som en forbundsstyret klub i sæsonen 1965-66. Samme sæson blev Alanyaspor for første gang med i Antalya Amateur Cluster og spillede i røde og hvide farver.
I maj 1982 ændrede klubben sit navn til Alanyaspor under formandskab af Hüseyin Arıkan, lederen af den nye administration, og antog de nuværende farver, orange og grøn. Denne ændring blev foretaget efter en ændring af vedtægterne. I sæsonen 1984-85 blev Alanyaspor inkluderet i den tyrkiske 3. liga, da den blev etableret. Dette markerede et betydningsfuldt øjeblik for Alanya, da byen fik sit første fodboldhold, der spillede i professionelle ligaer. I løbet af denne periode blev opførelsen af Alanya Stadion, som havde været undervejs i flere år, endelig afsluttet.
Inden sæsonen 2014-15 indgik Alanya-holdet en navnesponsorataftale med Albimo-selskabet og konkurrerede den sæson i 1. Liga under navnet Albimo Alanyaspor. Trods en tredjeplads i sæsonen 2014-15 blev holdet slået ud af Samsunspor (en) i den første kamp i kampen om oprykning og mistede chancen for at kvalificere sig til Süper Lig.
I sæsonen 2015-16 ændrede klubben sin navnesponsor og blev omdøbt til Multigroup Alanyaspor. Efter at have elimineret Balıkesirspor (en) i første runde stod Alanyaspor over for Adana Demirspor i finalen. Alanyaspor vandt kampen 3-1 på straffespark og sikrede sig en plads i Superligaen for første gang i sin historie.
I løbet af sæsonen 2016-17 blev klubbens navn ændret til Aytemiz Alanyaspor som en del af en ny sponsorataftale. Denne sponsorataftale varede indtil udgangen af sæsonen 2021-2022.
I 30. runde af sæsonen 2018-19 spillede Alanyaspor uafgjort 1-1 ude mod Kayserispor. Efter kampen besluttede spillerne Caulker, Djalma, Baiano, Cisse, Welinton, Sackey og Šural at leje en VIP-minibus for at vende tilbage til Alanya sammen. Minibussen, der startede fra Kayseri, væltede af vejen på Dinek-stedet, ca. 5 kilometer fra byens centrum, på Antalya-Alanya-landevejen. De syv sårede fodboldspillere blev bragt til et privat hospital i Alanya med ambulancer. Josef Šural, en af de sårede spillere, blev opereret, men trods alle indgreb mistede han livet.
I sæsonen 2019-20 afsluttede Alanyaspor på en 5. plads med 57 point efter 34 kampe og sikrede sig dermed for første gang i klubbens historie deltagelse i en UEFA-kamp. På grund af pandemien blev de elimineret i en enkelt kamp mod det norske hold Rosenborg med et 1-0 nederlag. Alanyaspor havde også succes i den tyrkiske pokalturnering i sæsonen 2019-2020 og nåede finalen. Trods et nederlag til Trabzonspor i finalen kunne Alanyaspor sætte deres præg på den mest succesrige sæson i Süper Lig’ens historie.
I kvartfinalen af den tyrkiske pokalturnering i sæsonen 2020-2021 eliminerede Alanyaspor Galatasaray og nåede semifinalen, hvor de blev slået ud af Antalyaspor og måtte sige farvel til turneringen.
I sæsonen 2020-2021 fortsatte Alanyaspor med at have succes og sluttede på en 7. plads med 60 point efter 40 kampe i den 21-holdige Superlig.
Alanyaspor startede sæsonen 2021-22 under ledelse af Çağdaş Atan. Efter tre uger og en sejr samt to nederlag blev Atan afskediget. Inden den fjerde uge og kampen mod Giresunspor blev Bülent Korkmaz (en) ansat som holdets træner. Efter første halvdel af sæsonen, hvor holdet opnåede 8 sejre, 4 uafgjorte og 7 nederlag og sluttede på en 8. plads, trak træner Bülent Korkmaz sig tilbage. Efter Korkmaz blev Francesco Farioli (en), der tidligere havde været assistenttræner i Alanyaspor, udnævnt til cheftræner.
Under Fariolis ledelse afsluttede Alanyaspor sæsonen 2021-2022 i Superlig på en femteplads med 64 point.
I sæsonen 2021-22 blev Alanyaspor igen elimineret i semifinalen af den tyrkiske pokalturnering af Sivasspor.
I sæsonen 2022-23 blev klubben omdøbt til Corendon Alanyaspor som en del af en sponsorataftale.

## Tilhængere
Alanyaspors første tilhængergruppe blev dannet i 1985 af U. Veysel, Abdullah Bilen og Salih Sertgöz og blev kaldt Eren-Gençlik. Efter at have været aktive i 10 år stoppede gruppen sine aktiviteter.
I en kort periode indtil 1998 blev der dannet forskellige tilhængergrupper på tribunerne, indtil ALTAD blev etableret.
ALTAD (Alanyaspor Tilhængerforening) blev uformelt dannet i 1998 og har officielt eksisteret siden 2000. Det er den største tilhængergruppe for klubben.
Foreningen blev etableret takket være indsatsen fra distriktets guvernør Cengiz Gökçe, Alanyaspors formand Hasan Hacıince samt bestyrelsesmedlemmerne Mevlüthan Çavuşoğlu og Turan Görgün. Foreningens stiftere er Uğur Veysel Okşar, Şeyhmus Altundal, Yusuf Koca, Mustafa Yıldırım, İbrahim Erdoğan, Ali Mercan, Kemal Sevindik, Mehmetşah Çiçek, Muhammet Özmen og Mehmet Uyar. Foreningen ledes af formand Uğur Veysel Okşar, og bestyrelsen har spillet en vigtig rolle i udviklingen af tilhængerskaren og tiltrækningen af kvindelige tilhængere til tribunerne.
Alanyaspors tilhængere har etableret gode relationer til mange andre klubbers tilhængere under ALTAD2000's ledelse. På grund af deres gæstfrihed har de modtaget Fair Play-priser fra det tyrkiske fodboldforbund (TFF) og Sports Toto-direktoratet. Selvom foreningen har haft en pause fra aktiviteterne siden 2018, er dens medlemmer stadig til stede på tribunerne. Fra 2018 har der været tre tilhængergrupper på Alanyaspors tribuner: Şimşekler, Yörükler og Kale Arkası.

## Nuværende trup
Oversigten er opdateret til og med 11. juli 2025
| Nr. | Land        | Position | Spiller           |
| --- | ----------- | -------- | ----------------- |
| 1   | Tyrkiet     | MM       | Ertugrul Taskiran |
| 2   | Tyrkiet     | FO       | Batuhan Yavuz     |
| 3   | Portugal    | FO       | Nuno Lima         |
| 4   | Tyrkiet     | FO       | Umut Mert Toy     |
| 5   | Kosovo      | FO       | Fidan Aliti       |
| 7   | Tyrkiet     | MI       | Efecan Karaca     |
| 8   | Tyrkiet     | MI       | Enes Keskin       |
| 9   | Venezuela   | AN       | Sergio Córdova    |
| 10  | El Salvador | AN       | Andraz Sporar     |
| 15  | Tyrkiet     | AN       | Arda Usluoglu     |
| 16  | Tyrkiet     | MI       | Emirhan Aydogan   |
| 17  | Frankrig    | MI       | Nicolas Janvier   |
| 19  | Serbien     | FO       | Nemanja Milunović |

| Nr. | Land                        | Position | Spiller             |
| --- | --------------------------- | -------- | ------------------- |
| 21  | Tyrkiet                     | MI       | Buluthan Bulut      |
| 22  | Nigeria                     | AN       | Uchenna Ogundu      |
| 23  | Tyrkiet                     | MM       | Mert Bayram         |
| 24  | Tyrkiet                     | FO       | Bedirhan Özyurt     |
| 25  | Brasilien                   | MI       | Richard             |
| 26  | Tyrkiet                     | MI       | Eren Altintas       |
| 33  | Tyrkiet                     | FO       | Yunus Efe Sarikaya  |
| 42  | Demokratiske Republik Congo | MI       | Gaius Makouta       |
| 50  | Rumænien                    | FO       | Ümit Akdag          |
| 58  | Angola                      | MI       | Maestro             |
| 88  | Tyrkiet                     | FO       | Yusuf Özdemir       |
| 94  | Kosovo                      | FO       | Florent Hadergjonaj |
| 99  | Tyrkiet                     | MM       | Yusuf Karagöz       |
| --  | Tyrkiet                     | FO       | Cagan Erciyas       |
| --  | Tyrkiet                     | FO       | Emre Bekir          |
| --  | Tyrkiet                     | MI       | Izzet Celik         |
| --  | Tyrkiet                     | MI       | Ismail Zehir        |
| --  | Tyrkiet                     | MI       | Cem Celik           |
| --  | Tyrkiet                     | MI       | Mert Yusuf Torlak   |
| --  | Portugal                    | AN       | Rony Lopes          |
| --  | Tyrkiet                     | AN       | Ibrahim Kaya        |
| --  | Tyrkiet                     | AN       | Bera Ceken          |
| --  | Tyrkiet                     | AN       | Veysel Ünal         |